# ジンバブエの国章
ジンバブエの国章（ジンバブエのこくしょう）は、1981年9月21日に制定された。
両脇の二匹のクードゥー（レイヨウの一種）が、中央の盾を捧げ持っている。盾の上には希望と未来を表す赤い星と、国のアイデンティティを表す大ジンバブエ鳥が乗っている。盾の背後には戦争と平和を表すライフル銃（AK-47）と鍬がある。盾の上部には水を表す青と白の波線があり、その下には土を表す緑の中に、国名ともなっている国の象徴、グレート・ジンバブエ遺跡を描いている。台座には大地が描かれ、その上に国の三大農作物であるコムギ・綿花・トウモロコシが配されている。底部には公用語である英語で統一・自由・労働（Unity, Freedom, Work）という国の標語が書かれたスクロールがかかっている。

イギリス領時代のローデシアの紋章
イギリス領時代のローデシア・ニヤサランド連邦の紋章